# Chili Con Carnage
Chili Con Carnage es un videojuego de acción y aventura de disparos en tercera persona de 2007, lanzado exclusivamente para PlayStation Portable. Fue desarrollado por Deadline Games y publicado por SCi Entertainment en Europa y por Eidos Interactive en Norteamérica. Su predecesor, Total Overdose, se lanzó en 2005. Muchas reseñas del juego lo clasifican como secuela y remake.

## Sinopsis
El personaje del jugador es Ramiro "Ram" Cruz, un deportista bromista. Ramiro, después de presenciar el asesinato de su padre Ernesto (junto con unos gatitos, que eran el regalo de cumpleaños de Ram a su padre) en un extraño accidente de cosechadora, quiere vengarse de los culpables.

## Jugabilidad
El jugador lucha contra capos de la droga, bandidos corruptos, mujeres fatales, mercenarios corruptos y zombis ritualistas. Entre misiones, el jugador puede elegir jugar minijuegos, en cada uno de los cuales el jugador se ve arrojado directamente al medio de una situación y debe completar una serie de movimientos con un número limitado de enemigos, o superar una puntuación establecida en una cantidad de tiempo limitada. No hay opción de deambulación libre en el juego.

## Recepción
El juego recibió críticas promedio, un poco más favorables que Total Overdose, según el sitio web de agregación de reseñas Metacritic.